# Pueblo Gouin
Gouin é uma localidade do partido de Carmen de Areco, da Província de Buenos Aires, na Argentina. Possui uma população estimada em 134 habitantes (INDEC 2001).